# Palmitos
Palmitos es un municipio brasileño del estado de Santa Catarina. Tiene una población estimada al 2022 de 15 626 habitantes. Pertenece a la Región metropolitana de Chapecó.
Las principales actividades económicas son la bovinocultura lechera, producción de porcinos y aves, la actividad agrícola orientada a la producción de granos, destacándose el maíz, soja y frijol.
Palmitos es sede de la 29ª Secretaria de Estado del Desarrollo Regional (SDR), Secretaria de Estado viculada al Poder Ejecutivo Estatal, a la cual están vinculados los municipios de Águas de Chapecó, Cunhataí, Caibí, Mondaí, Riqueza, Cunha Porã, São Carlos, además del propio municipio sede.
La población de Palmitos es descendiente de diversas etnias, principalmente alemanes, italianos y polacos. 

## Historia
Se tienen registros que el lugar del municipio fue habitado por el pueblo cáingang y los guaraníes antes de la colonización.
La localidad fue poblada en 1926 por agricultores provenientes de Río Grande del Sur, quienes instalaron un aserradero, la mayoría eran descendientes de alemanes e italianos. En 1938, el lugar adoptó el nombre de Passarinhos, y en 1947 el de Palmitos. Se emancipó de Chapecó el 2 de marzo de 1954.